# The Young Millionaire
The Young Millionaire è un cortometraggio muto del 1912 diretto da Edmund Lawrence. Prodotto dalla Kalem Company e interpretato da Tom Moore, Earle Foxe e Alice Joyce, il film uscì nelle sale il 13 novembre 1912. È uno dei primissimi film per il giovane Earle Fox. I due protagonisti, Tom Moore e Alice Joyce, si sarebbero poi sposati nel 1914.

## Trama
John Harris, un giovane milionario zoppo, rompe il fidanzamento con Sarah Curtis perché si accorge che la ragazza è interessata solo ai suoi soldi, mentre - di nascosto - si fa beffe di lui e della sua infermità. John mette alla prova anche i suoi supposti amici, col pubblicare un articolo in cui si rivela che ha perso tutta la sua fortuna. Abbandonato da tutti, si rende allora conto che coloro che si professavano suoi amici lo facevano solo per interesse e che la società che lo circonda è frivola e priva di valori. Decide, così, di trasferirsi in una casa popolare, sperando di scoprire tra i poveri la vera amicizia.  
Nel condominio dove va a stare, si trova Anna Newton. Neanche lei è povera: si tratta di una scrittrice che si trova là per poter scrivere - informata sul campo - un articolo per il suo giornale. Ha trovato una stanza in quell'edificio e, portata nel suo alloggio da un agente, viene aggredita dall'uomo. Alle sue urla accorre il vicino, che non è altri che John. Ma il giovane storpio può poco contro il rude agente, che lo colpisce, lasciandolo ferito sul pavimento. Anna lo soccorre e chiama un medico.
Lasciata la casa popolare, John non dimentica Anna. Ritorna da lei e le dice di averle trovato un lavoro presso una famiglia che ha bisogno di una governante. Con questo trucco, induce Anna ad accompagnarlo a casa sua dove finalmente i due scopriranno le loro vere identità.

## Produzione
Il film fu prodotto dalla Kalem Company nell'ottobre 1912.

## Distribuzione
Il film - un cortometraggio di una bobina - uscì nelle sale statunitensi il 13 novembre 1912. Una copia della pellicola in 35 mm. viene conservata alla Library of Congress.